# Rozhledna u Jantov
Rozhledna u Jantov, slovensky rozhľadňa u Jantov, je dřevěná, kamenná a betonová rozhledna u vrcholu kopce Diel (560 m n. m.) v pohoří Javorníky na Slovensku. Nachází se u osady U Jantov na pravém břehu řeky Kysuca ve městě Krásno nad Kysucou v okrese Čadca v Žilinském kraji.

## Technické informace a historie
Rozhledna u Jantov byla slavnostně otevřena 30. srpna 2020 (u příležitosti oslav 695. výročí první písemné zmínky o Krásně nad Kysucou) a nabízí atraktivní výhledy po okolí. Je to štíhlá zastřešená věž čtvercového půdorysu s vnitřním schodištěm, která má výšku 25 m. Je postavena podle návrhu architekta rozhleden Stanislava Mikovčáka. Spodní část rozhledny je betonová a horní část dřevěná. Stojí na místě, kde podle pověsti v dávné minulosti stávala věž, která pomáhala chránit okolí.Stavba představuje symbol spojení země s nebem, symbol budoucnosti, kterou vidíme v našich dětech, ale i krásnou perspektivu, která je v mezilidských vztazích tak potřebná. V prvním patře rozhledny je galerie s informacemi o městě Krásno nad Kysucou. Součástí rozhledny je také fotovoltaický systém použitý k nabíjení bezpečnostních kamer a osvětlení rozhledny u příležitosti významných společenských akcí. V budově rozhledny jsou také umístěna drobný sochy.

## Vzkaz budoucím generacím – časová kapsle
V základech stavby je ukryta časová kapsle (vodotěsně uzavřená ocelová trubka v ochranném plastovém obalu) se zprávou pro budoucnost s dopisem primátora Jozefa Grapy adresovaný potomkům, vzkazem architekta Stanislava Mikovčáka, nákresem rozhledny, mincemi, novinami, fotografiemi a také rouškou na obličej, která se stala symbolem tehdejší pandemie covidu-19.

## Další informace
Rozhledna je celoročně volně přístupná. Na přístupové cestě od Krásna nad Kysucou se nachází Kalvárie (křížová cesta).

## Galerie

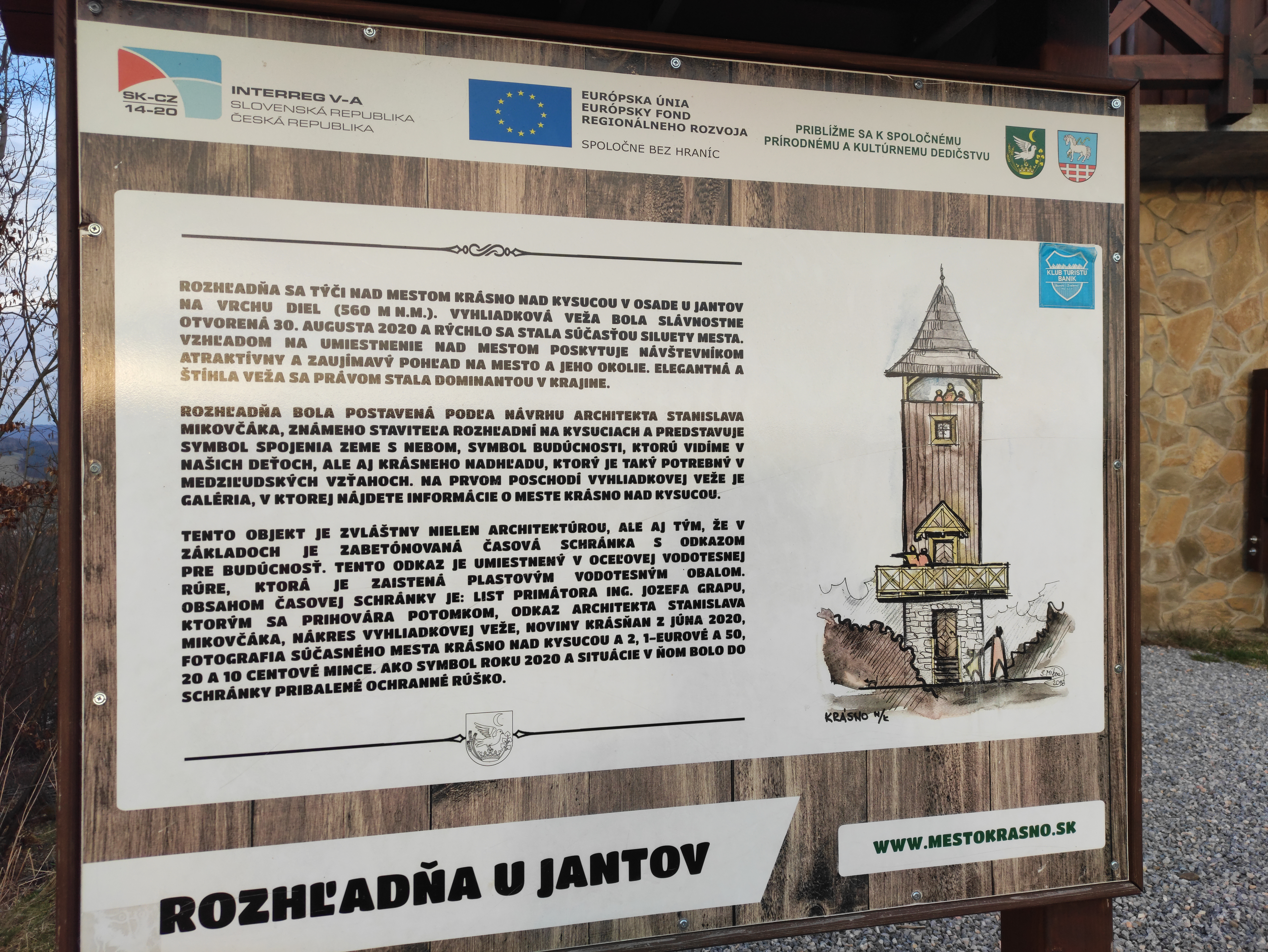
Informační panel u rozhledny
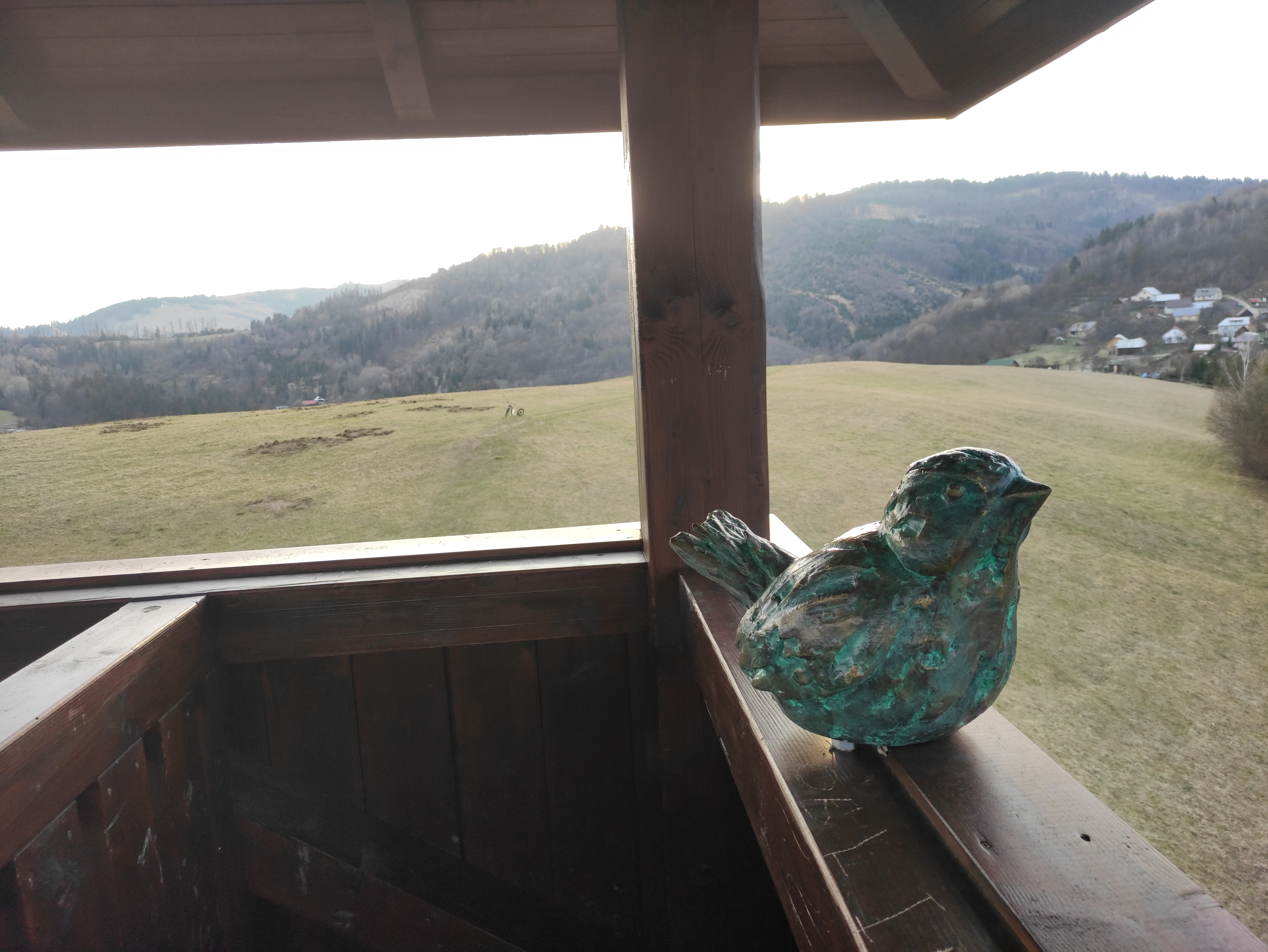
Socha umístěna v rozhledně
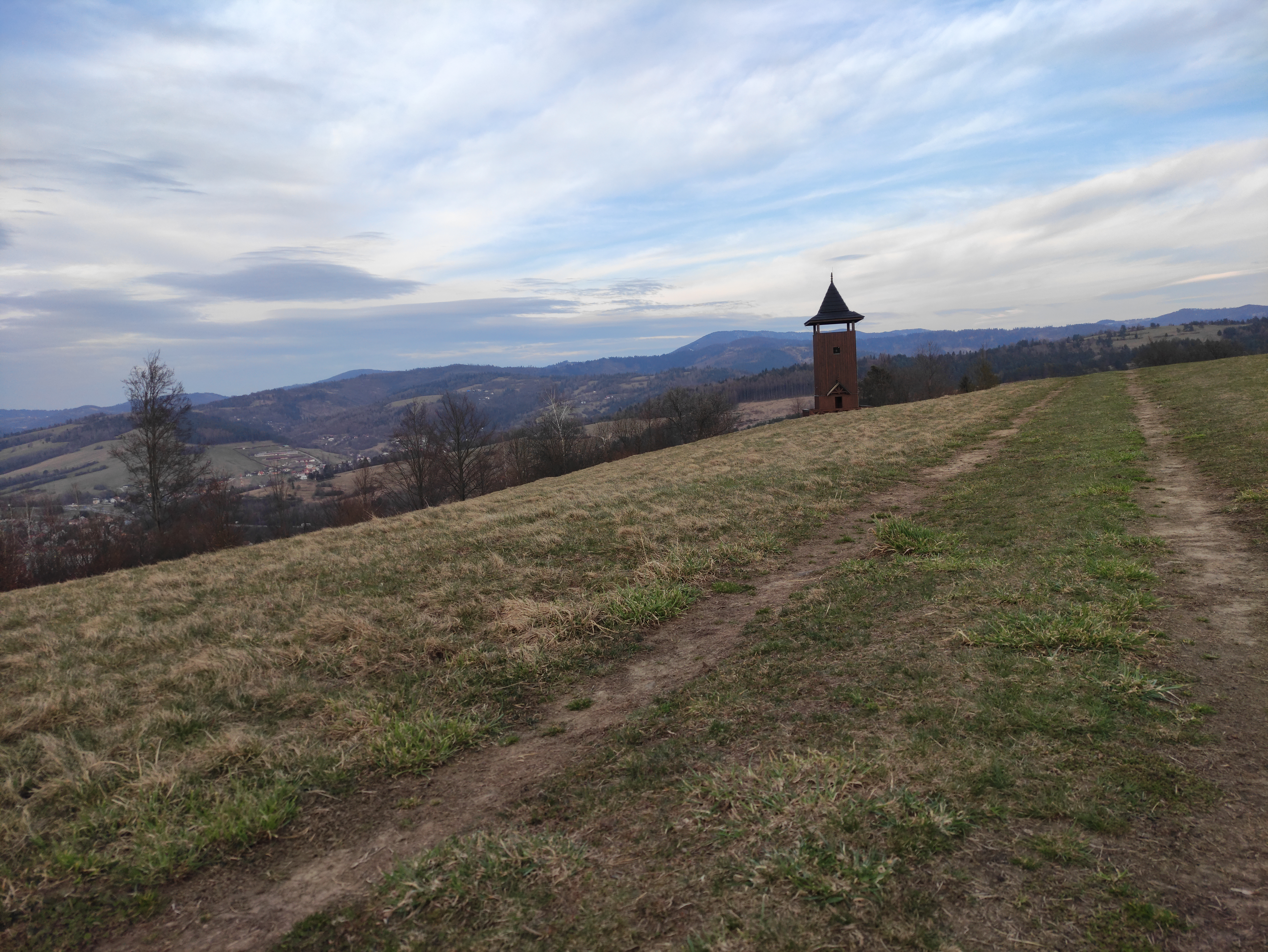
Umístění rozhledny na louce
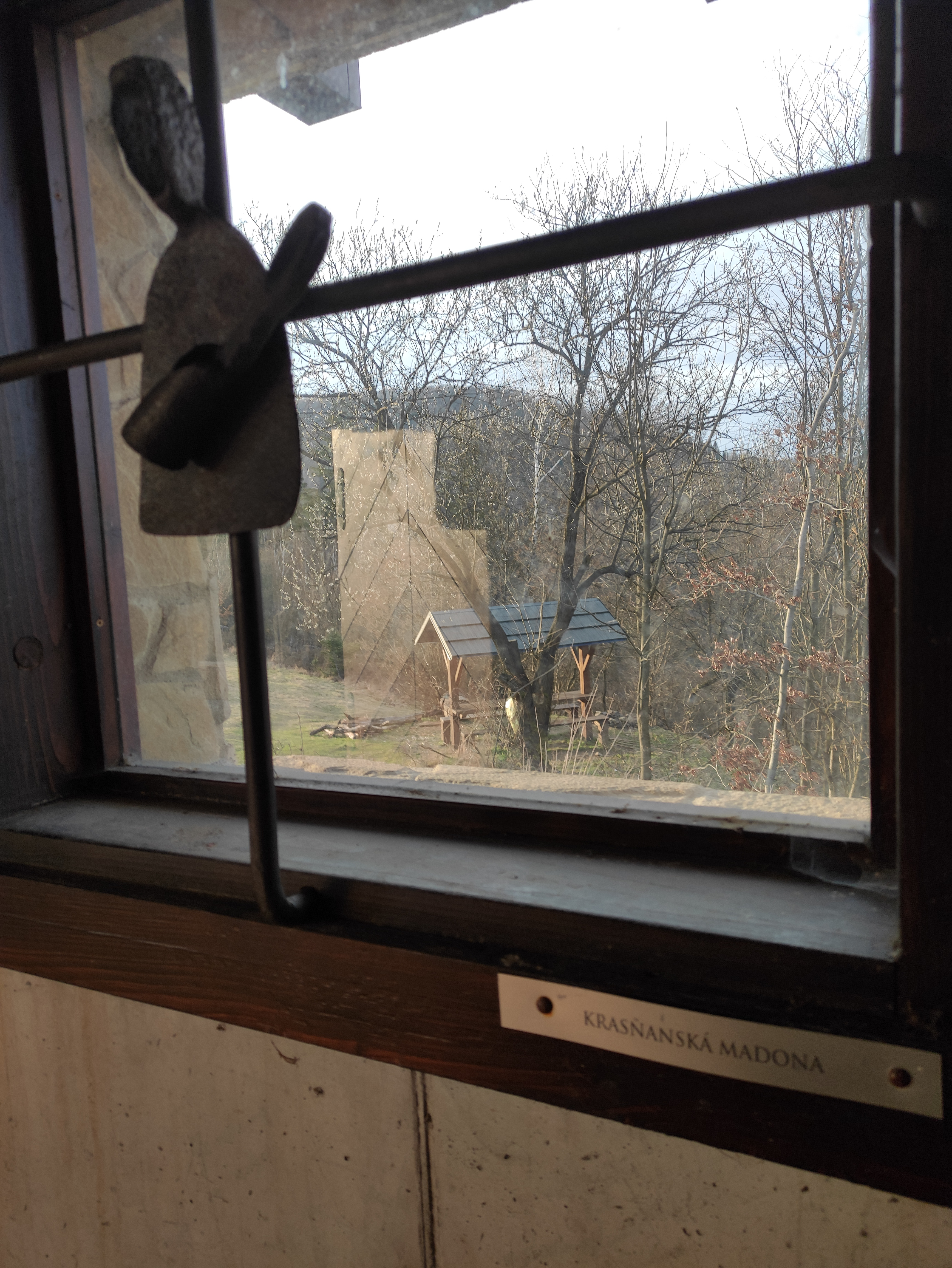
Socha umístěna v rozhledně
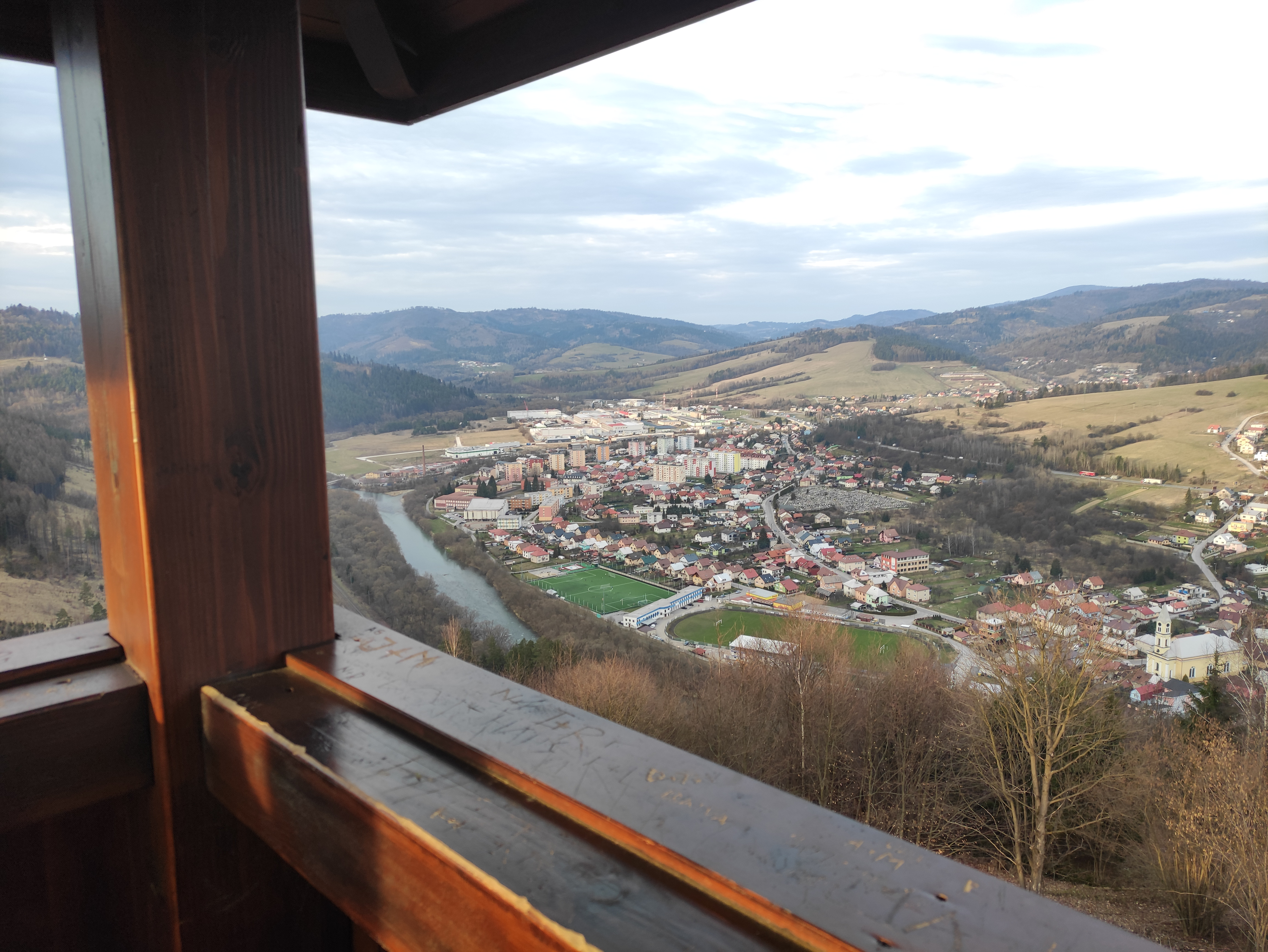
Výhled z rozhledny na Krásno nad Kysucou